# The Doors: Vinyl Box Set
The Doors: Vinyl Box Set este al șaptelea box set al trupei rock The Doors. Este un set de 7 discuri ce cuprinde primele 6 albume Doors rematerizate digital stereo și o versiune mono a albumului de debut. Copertele sunt replici ale originalelor din 1967–1971. Original, box setul trebuia să apară în octombrie 2007 dar lansarea a fost amânată din cauza problemelor legate de viniluri dar și a altor probleme legate de producția box setului. Amânarea s-a prelungit până în februarie 2008. 
Cele 7 discuri sunt:
- The Doors
- Strange Days
- Waiting for the Sun
- The Soft Parade
- Morrison Hotel
- L.A. Woman
- The Doors (Mono)

## Componență
- Jim Morrison - voce
- Ray Manzarek - claviaturi, claviaturi-bas (mai precis Fender Rhodes Piano Bass)
- Robby Krieger - chitară
- John Densmore - tobe